# Obermehler
Obermehler – dzielnica miasta Nottertal-Heilinger Höhen w Niemczech, w kraju związkowym Turyngia, w powiecie Unstrut-Hainich. Do 30 grudnia 2019 samodzielna gmina wchodząca w skład wspólnoty administracyjnej Schlotheim.

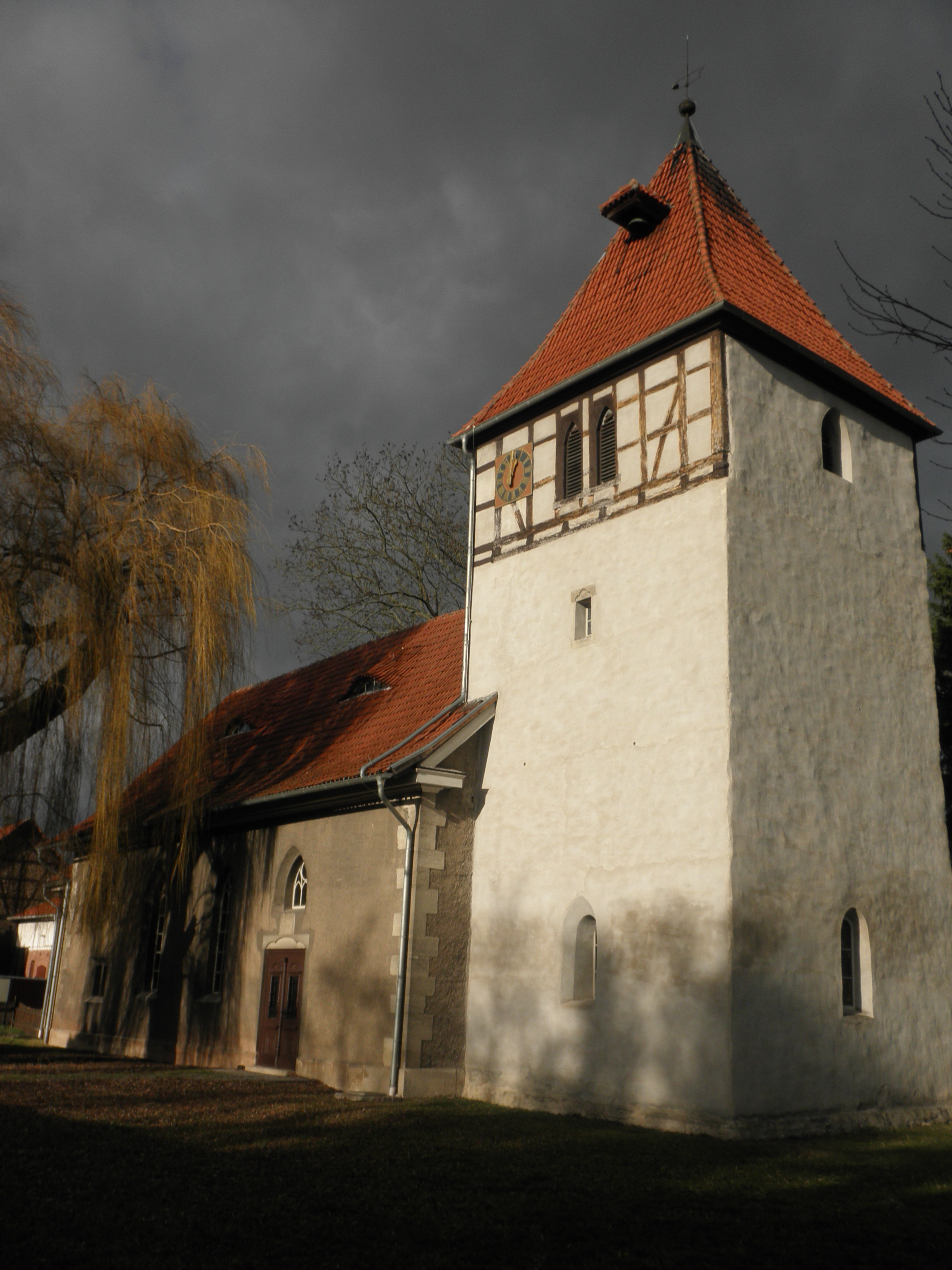
Kościół pw. św. Ulryka (St. Ulrich)